# دنیل اونا اوندو
دنیل اونا اوندو (انگلیسی: Daniel Ona Ondo؛ زادهٔ ۱۰ ژوئیهٔ ۱۹۴۵) یک سیاست‌مدار اهل گابن است.